# Челядь
Че́лядь, челя́дник, челяди́нець — «у збірному значенні населення феодальної вотчини у давньоруській державі, що перебувало в різних формах залежності від феодала (холопи, закупи, смерди та ін.)». В «історичному значенні — це дворові люди, що жили й працювали в поміщицькій садибі, панська прислуга. Люди, які займали невисоке службове або громадське становище». В «застарілому, діалектному значенні — молодь»; в «діалектному значенні — члени однієї родини». Первісно «челядь» означало сім'я, і влада домовладики суспільства над дітьми часто була безмежною і включала право на їх життя.
Такі ж норми поширюються на всіх, хто входить до складу «великої сім'ї» — челяді: челядином був і син, і невільник, і той, хто проживав у сім'ї на якихось інших умовах. Характерно, що «отрок» і «дітський» в давньоруській державі означало невільного челядина в княжому дворі і мало водночас якийсь стосунок до власної дитини. Статус людини, яка позбавлена власної волі, — це і статус молодшого члена сім'ї, і статус раба.
У давній Русі челяддю є залежне населення — особи, що втратили своє господарство і працювали на феодала. Їх продавали, дарували, передавали у спадщину. До челяді належали закупи, смерди, холопи тощо. До IX ст. термін вживався для означення рабів у стані патріархального рабства; у IX-X ст. — щодо рабів, які стали об'єктами купівлі-продажу. Згодом (з XI ст.) — збірна назва населення феодальної вотчини, яке перебувало в різних формах залежності від землевласника (холопи, закупи, смерди тощо).
За козацьких часів і пізніше челяддю називали слуг та інших постійних членів господарства. Кріпаків-челядників зазвичай звали дворовими людьми.

## Етимологія
Слово челядь походить від прасл. *čel'adь, де утворене від кореня *čelь (присутнього також у *čelověkъ та *čelo і спорідненого з коліно, покоління) та збірного суфікса -jadь. Менш обґрунтована версія виводить його від *l'udъ і підсилювального префікса *če-.

## Інші значення
- Челядь — застаріле позначення молоді: «А на нашій та вулиці Насипано жита, От як вийде челядь гулять. — Так як перемита» (народна пісня)[1]
- Челядь (однина — «челяди́на») — діалектне позначення жіночої статі, дівчат, жінок: «Вівчарі скидали з себе одежу та трусили над ними воші або, зібравшись докупи, зголоднілі за літо без „челядини“, вели безконечні масні розмови» (М. М. Коцюбинський), «Скоріше, Христе, одягайся; уже наша челядь у зборі!» (Панас Мирний). У цьому значенні також вживався вираз «біла челядь»: «Поли турки воювали, білу челядь забирали»[1][6]
- Челядь — весільні гості молодої[1]